# ドゥブロヴニク地震
ドゥブロヴニク地震（どぅぶろぶにくじしん）は、1667年にラグーザ共和国（2016年現在はクロアチア）のドゥブロヴニクで発生した地震。「1667年ドゥブロヴニク地震」（クロアチア語: Potres u Dubrovniku 1667.）とも称される。
現代のクロアチア領内において、記録が残っている直近2400年間のうち、最も壊滅的であった二大地震のうちのひとつである。地震はドゥブロヴニクの全域を破壊し、約3000人が震災により亡くなった。 同市の教区司祭であったシモーネ・ゲタルディ（Simone Ghetaldi）も死亡、市内にあった建造物の4分の3以上が破壊された。
当時、ドゥブロヴニクはラグーザ共和国の首都であった。この大地震は、同共和国の終わりの始まりを暗示した。